# Aletta antirollio

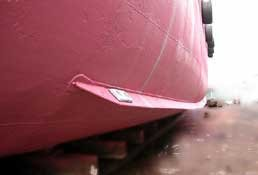
Un'aletta antirollio

Un'aletta antirollio è un sistema di stabilità passivo adottato sulle navi per ridurne il rollio. Tale effetto è ottenuto con l'aumento della resistenza idrodinamica dato dalla presenza dell'aletta stessa. Le alette sono sempre installate a coppie, una per ciascun lato. In rari casi si possono avere più coppie di alette.

## Considerazioni generali
Sebbene non siano efficaci quanto gli stabilizzatori, al contrario di questi ultimi non hanno componenti interni allo scafo che possano compromettere la capacità di carico. Analogamente agli stabilizzatori, aumentano la resistenza idrodinamica non solo per quanto riguarda il rollio ma anche nella direzione di navigazione. Per questo le alette devono essere rastremate alle estremità e parallele alla direzione della nave, per non generare turbolenze. Non devono poi sporgere oltre la massima larghezza dello scafo, altrimenti potrebbero danneggiarsi in fasi di manovra o di ancoraggio nei pressi di un molo. Nelle grandi  navi, è bene che le alette non sporgano oltre la linea inferiore dello scafo, altrimenti in caso di arenamento potrebbero danneggiarsi o subire incrostazioni. Al contrario, nelle navi abbastanza piccole da essere portate in secco una tale sporgenza è utile per tenerle dritte in questa condizione. Nelle navi da battaglia spesso erano parte del sistema di protezione anti-siluro, come le controcarene.

## Efficacia
Nonostante la sua efficacia sia inferiore a quella di altri dispositivi, si notano apprezzabili effetti rispetto ad uno scafo privo di alette. Dato anche che è l'unico dispositivo antirollio a funzionare con ogni tipo di mare, la sua installazione è in genere consigliata per prudenza. Può funzionare in combinazione con altri dispositivi di stabilizzazione passiva.